# Єссе Йоенсуу
Єссе Йоенсуу (фін. Jesse Joensuu; нар. 5 жовтня 1987, Порі) — фінський хокеїст, що грав на позиції крайнього нападника. Грав за збірну команду Фінляндії.

## Ігрова кар'єра
Хокейну кар'єру розпочав на батьківщині 2002 року виступами за команду «Ессят». У вересні 2003 року дебютував за першу команду в СМ-лізі.
2006 року був обраний на драфті НХЛ під 60-м загальним номером командою «Нью-Йорк Айлендерс». 
У сезоні 2007–08 Єссе переїхав до Північної Америки, де виступав за клуб АХЛ «Бриджпорт Саунд Тайгерс».
Навесні 2008 року Йоенсуу підписав трирічний контракт з «Нью-Йорк Айлендерс». 2 березня 2009 року дебютував у складі «Айлендерс» в матчі проти «Колорадо Аваланч», відзначився закинутою шайбою. У сезоні 2010–11 фін провів у складі «остров'ян» 42 гри в регулярному чемпіонаті.
1 липня 2011 року Єссе покинув «Айлендерс» як обмежено вільний агент і підписав дворічну угоду зі шведським клубом ГВ-71.
15 червня 2012 року фін підписав однорічну угоду з «Айлендерс» але через локаут в НХЛ більшу частину сезону відіграв за свій рідний клуб «Ессят».
5 липня 2013 року Йоенсуу як вільний агент підписав дворічний контракт з клубом НХЛ «Едмонтон Ойлерс». Наприкінці сезону 2014–15 на правах оренди перейшов до швейцарського клубу «Берн».
Перед сезоном 2015–16 Єссе підписав доврічну угоду з фінською командою «Йокеріт». У листопаді 2016 року сторони продовжиди контракт на три роки до весни 2020 року. У квітні 2020 року Йоенсуу підписав дворічний контракт з командою.
У квітні 2022 року рідний клуб «Ессят» оголосив про підписання дворічного контракту з Єссе. Після сезону 2023–24 хокеїст оголосив про завершення ігрової кар'єри.
Загалом провів 130 матчів у НХЛ, включаючи 1 гру плей-оф Кубка Стенлі.
Був гравцем молодіжної збірної Фінляндії, у складі якої брав участь у 29 іграх. Виступав за національну збірну Фінляндії, на головних турнірах світового хокею провів 9 ігор в її складі.

## Статистика

### Клубні виступи
| Сезон          | Клуб                      | Ліга           | Регулярний сезон | Регулярний сезон | Регулярний сезон | Регулярний сезон | Регулярний сезон | Плей-оф | Плей-оф | Плей-оф | Плей-оф | Плей-оф |
| Сезон          | Клуб                      | Ліга           | І                | Г                | П                | О                | ШХ               | І       | Г       | П       | О       | ШХ      |
| -------------- | ------------------------- | -------------- | ---------------- | ---------------- | ---------------- | ---------------- | ---------------- | ------- | ------- | ------- | ------- | ------- |
| 2002–03        | «Ессят»                   | ФІН U18        | 26               | 8                | 10               | 18               | 53               | 3       | 1       | 2       | 3       | 0       |
| 2002–03        | «Ессят»                   | ФІН U20        | 3                | 0                | 1                | 1                | 2                | —       | —       | —       | —       | —       |
| 2003–04        | «Ессят»                   | ФІН U18        | 2                | 2                | 0                | 2                | 2                | —       | —       | —       | —       | —       |
| 2003–04        | «Ессят»                   | ФІН U20        | 28               | 7                | 9                | 16               | 18               | 3       | 0       | 1       | 1       | 2       |
| 2003–04        | «Ессят»                   | СМ-Л           | 6                | 0                | 0                | 0                | 0                | —       | —       | —       | —       | —       |
| 2004–05        | «Ессят»                   | ФІН U20        | 13               | 7                | 8                | 15               | 14               | —       | —       | —       | —       | —       |
| 2004–05        | «Ессят»                   | СМ-Ліга        | 39               | 1                | 1                | 2                | 4                | —       | —       | —       | —       | —       |
| 2005–06        | «Ессят»                   | СМ-Ліга        | 51               | 4                | 8                | 12               | 57               | 14      | 0       | 2       | 2       | 12      |
| 2005–06        | Фінляндія U20             | Местіс         | 2                | 1                | 0                | 1                | 12               | —       | —       | —       | —       | —       |
| 2006–07        | «Ессят»                   | Фін U20        | 5                | 2                | 1                | 3                | 6                | —       | —       | —       | —       | —       |
| 2006–07        | «Ессят»                   | СМ-Ліга        | 52               | 9                | 17               | 26               | 74               | —       | —       | —       | —       | —       |
| 2006–07        | Фінляндія U20             | Местіс         | 2                | 0                | 2                | 2                | 6                | —       | —       | —       | —       | —       |
| 2007–08        | «Ессят»                   | СМ-Ліга        | 56               | 17               | 18               | 35               | 89               | —       | —       | —       | —       | —       |
| 2007–08        | «Бриджпорт Саунд Тайгерс» | АХЛ            | 1                | 0                | 0                | 0                | 0                | —       | —       | —       | —       | —       |
| 2008–09        | «Бриджпорт Саунд Тайгерс» | АХЛ            | 70               | 20               | 19               | 39               | 58               | 5       | 2       | 1       | 3       | 4       |
| 2008–09        | «Нью-Йорк Айлендерс»      | НХЛ            | 7                | 1                | 2                | 3                | 4                | —       | —       | —       | —       | —       |
| 2009–10        | «Бриджпорт Саунд Тайгерс» | АХЛ            | 70               | 14               | 34               | 48               | 66               | 5       | 0       | 2       | 2       | 6       |
| 2009–10        | «Нью-Йорк Айлендерс»      | НХЛ            | 11               | 1                | 0                | 1                | 4                | —       | —       | —       | —       | —       |
| 2010–11        | «Бриджпорт Саунд Тайгерс» | АХЛ            | 35               | 8                | 16               | 24               | 31               | —       | —       | —       | —       | —       |
| 2010–11        | «Нью-Йорк Айлендерс»      | НХЛ            | 42               | 6                | 3                | 9                | 33               | —       | —       | —       | —       | —       |
| 2011–12        | ГВ-71                     | ШХЛ            | 50               | 13               | 16               | 29               | 58               | 6       | 2       | 1       | 3       | 37      |
| 2012–13        | «Ессят»                   | СМ-Ліга        | 24               | 11               | 14               | 25               | 83               | —       | —       | —       | —       | —       |
| 2012–13        | «Нью-Йорк Айлендерс»      | НХЛ            | 7                | 0                | 2                | 2                | 6                | 1       | 0       | 0       | 0       | 0       |
| 2013–14        | «Едмонтон Ойлерс»         | НХЛ            | 42               | 3                | 2                | 5                | 16               | —       | —       | —       | —       | —       |
| 2014–15        | «Едмонтон Ойлерс»         | НХЛ            | 20               | 2                | 2                | 4                | 14               | —       | —       | —       | —       | —       |
| 2014–15        | «Берн»                    | НЛА            | 15               | 2                | 5                | 7                | 30               | 8       | 2       | 1       | 3       | 8       |
| 2015–16        | «Йокеріт»                 | КХЛ            | 54               | 9                | 16               | 25               | 70               | 6       | 2       | 3       | 5       | 54      |
| 2016–17        | «Йокеріт»                 | КХЛ            | 50               | 15               | 13               | 28               | 90               | 4       | 0       | 0       | 0       | 10      |
| 2017–18        | «Йокеріт»                 | КХЛ            | 49               | 7                | 9                | 16               | 64               | 11      | 2       | 2       | 4       | 10      |
| 2018–19        | «Йокеріт»                 | КХЛ            | 60               | 19               | 18               | 37               | 83               | 6       | 1       | 0       | 1       | 6       |
| 2019–20        | «Йокеріт»                 | КХЛ            | 60               | 15               | 16               | 31               | 96               | 6       | 1       | 1       | 2       | 6       |
| 2020–21        | «Йокеріт»                 | КХЛ            | 44               | 11               | 9                | 20               | 36               | 4       | 0       | 1       | 1       | 4       |
| 2021–22        | «Йокеріт»                 | КХЛ            | 32               | 2                | 4                | 6                | 24               | —       | —       | —       | —       | —       |
| 2022–23        | «Ессят»                   | Лійга          | 60               | 9                | 10               | 19               | 48               | 8       | 3       | 0       | 3       | 4       |
| 2023–24        | «Ессят»                   | Лійга          | 41               | 7                | 2                | 9                | 50               | —       | —       | —       | —       | —       |
| Усього в Лійзі | Усього в Лійзі            | Усього в Лійзі | 329              | 58               | 70               | 128              | 405              | 21      | 3       | 2       | 5       | 14      |
| Усього в НХЛ   | Усього в НХЛ              | Усього в НХЛ   | 129              | 13               | 11               | 24               | 77               | 1       | 0       | 0       | 0       | 0       |
| Усього в КХЛ   | Усього в КХЛ              | Усього в КХЛ   | 349              | 78               | 85               | 163              | 463              | 37      | 6       | 7       | 13      | 90      |

### Збірна
| Рік                | Команда            | Турнір             | Місце              | І  | Г | П | О  | ШХ |
| ------------------ | ------------------ | ------------------ | ------------------ | -- | - | - | -- | -- |
| 2004               | Фінляндія          | ЮЧС18              | 7-е                | 4  | 0 | 0 | 0  | 6  |
| 2005               | Фінляндія          | МЧС                | 5-е                | 6  | 1 | 0 | 1  | 2  |
| 2005               | Фінляндія          | ЮЧС18              | 7-е                | 6  | 2 | 1 | 3  | 0  |
| 2006               | Фінляндія          | МЧС                | 3                  | 7  | 2 | 2 | 4  | 8  |
| 2007               | Фінляндія          | МЧС                | 6-е                | 6  | 1 | 1 | 2  | 14 |
| 2012               | Фінляндія          | ЧС                 | 4-е                | 9  | 2 | 3 | 5  | 24 |
| Молодіжна збірна   | Молодіжна збірна   | Молодіжна збірна   | Молодіжна збірна   | 29 | 6 | 4 | 10 | 30 |
| Національна збірна | Національна збірна | Національна збірна | Національна збірна | 9  | 2 | 3 | 5  | 24 |